# Oltina, Călărași
Oltina este un sat în comuna Unirea din județul Călărași, Muntenia, România.